# ヴルーム
『ヴルーム』（VROOOM）は、1994年に発表されたキング・クリムゾンのEP、またはミニ・アルバム。

## 解説
ロバート・フリップが1990年代に試みた、6人編成（ダブル・トリオ）によるキング・クリムゾンの初音源。『ディシプリン』（1981年）以降のメンバーに、トレイ・ガンと、元Mr.ミスターのパット・マステロットを加えたラインナップ。
本作は、翌年にリリースするフルレンス・アルバム『スラック』に繋ぐ過渡期の作品で、フリップは「リハーサルテープに過ぎない」と答えている。
収録曲の内、アルバム用にリミックスされた4曲が『スラック』にも収録されたが、「ケイジ」「ホエン･アイ･セイ・ストップ、コンティニュー」は本作のみ収録。「ケイジ」は、エイドリアン・ブリューのソロ・アルバム『Belew Prints: The Acoustic Adrian Belew Volume Two』（1998年）でもセルフ・カヴァーされた。
また、2015年リリースの『スラック』BOX SETには、新たに7曲のマテリアルを追加した拡張盤「Maximum VROOOM」が収録された。

## 収録曲

### オリジナル盤（1994年）
1. 「ヴルーム」 VROOOM
2. 「セックス、スリープ、イート、ドリンク、ドリーム」 Sex Sleep Eat Drink Dream
3. 「ケイジ」 Cage
4. 「スラック」 Thrak
5. 「ホエン･アイ･セイ・ストップ、コンティニュー」 When I Say Stop,Continue
6. 「ワン・タイム」 One Time

### Maximum VROOOM（2015年）
1. VROOOM
2. Sex Sleep Eat Drink Dream
3. Cage
4. Thrak
5. When I Say Stop,Continue
6. One Time
7. Funky Jam
8. Fashionable
9. Krim 3
10. Bass Groove
11. Calliope
12. No Questions Asked
13. Monster Jam

## プレイヤー
- ロバート・フリップ – ギター
- エイドリアン・ブリュー – ギター, ボーカル
- トニー・レヴィン – ベース・ギター, チャップマン・スティック
- トレイ・ガン – チャップマン・スティック
- ビル・ブルーフォード – ドラムス, パーカッション
- パット・マステロット – ドラムス, パーカッション